# Tamara Wassiljewna Jewplowa
Tamara Wassiljewna Jewplowa (russisch Тамара Васильевна Евплова; * 1937 in Moskau) ist eine sowjetische Florettfechterin und Weltmeisterin.
Tamara Jewplowa begann mit 14 Jahren mit dem Fechtunterricht. Ihr Trainer Dawid Duschman erkannte ihr Talent und förderte sie, so dass sie mit 18 Jahren in die sowjetische Nationalmannschaft berufen wurde. 1956 wurde sie in London Mannschaftsweltmeisterin.